# 阿岛军舰鸟
，是鲣鸟目军舰鸟科的一种鸟类。

## 特征
阿岛军舰鸟体重约1620克，翼长约568.4毫米，嘴峰长约97.2毫米，喙宽度约24.2毫米，喙厚度约19.9毫米，跗蹠长约24.9毫米，尾长约385毫米。阿岛军舰鸟是候鸟，其栖息在开放的海洋及海岛环境中，食性为肉食性，主要食物来源是水生动物。

## 分布
繁殖于阿森松岛；分布于西非海岸。